# La Buena Vida
Pour le film chilien, voir La buena vida.
La Buena Vida est un groupe d'indie pop espagnol, originaire de Saint-Sébastien, au Pays basque. Il est formé en 1998 et séparé en 2011 à la suite de la mort d'un de ses membres, Pedro San Martín, dans un accident de la route. Auparavant, en 2009, Irantzu Valencia, voix féminine de la formation, annonçait son départ pour des raisons personnelles.
Par la suite, les anciens membres de La Buena Vida — Mikel Aguirre, José Luis Lanzagorta et Iñaki de Lucas — forment le groupe Amateur, et Javier Sánchez continue avec son projet musical, AMA. La Buena Vida compte sept albums et quatorze EP, dont le style musical dans la veine du soft rock, souvent appelé sonido donosti, est accompagné de paroles lyriques et spirituelles. Ils sont considérés par la presse comme l'un des meilleurs groupes de pop espagnols.

## Biographie

### Première phase (1988–1996)
À ses débuts, le groupe joue un style musical similaire à celui de groupes orientés twee pop, en particulier ceux qui ont enregistré sur le label indépendant Sarah Records, et leurs compatriotes Aventuras de Kirlian. Ils s'inspirent également du style pop de groupes de la fin des années 1960 tels que Love, les Beatles, Beach Boys, Velvet Underground, Honeybus et Vainica Doble, accompagné d'éléments proches de la bossa nova et de la musique soul. Ils ont également reconnus s'inspirer de la chanson française (Serge Gainsbourg ou Françoise Hardy).
Leurs paroles, dans un premier temps, reflètent leurs expériences vécues au quotidien, leurs sentiments, et les préoccupations qu'ils vivent à leur âge (à cette période, ils avaient environ dix-huit ans) usant d'un ton mélancolique et évocateur. Les chansons notables de cette première phase incluent Magnesia, Menta y agua, Mira a tu alrededor et En bicicleta

### Seconde phase (1997–2011)
En 1997, le groupe publie son premier album, Soidemersol, dans lequel ils commencent à utiliser des arrangements orchestraux. De plus, leurs paroles deviennent plus mûres, reflétant des sentiments plus complexes et souvent beaucoup plus amères et moins naïves qu'à leurs débuts. Soidemersol (qui signifie Los Remedios, à l'envers en espagnol), est distribué par le label Universal, qui a anticipé un succès commercial qui n'arrivera jamais.
Dans l'album Panorama (1999), La Buena Vida se renforce et continue avec le style initié dans l'album précédent, évoluant vers des paroles plus mélancoliques et amères mais enveloppées dans un son naïf et intime. Dans cet album, le groupe expérimente la musique électronique à l'aide de synthétiseurs, bien qu'une telle expérimentation n'ait été renouvelée dans les albums qui suivront. Le groupe change les guitares par les claviers, et pour la première fois, l'album comprend trois morceaux instrumentaux. Le premier single est Tormenta en la mañana de la vida. L'édition vinyle comprend le morceau bonus Mil ventanas abiertas.
La consécration arrive finalement avec Hallelujah!, album publié en 2001, dont la couverture est réalisée par Javier Aramburu. Les enregistrements sont effectués à Prague, en République tchèque, aux côtés d'un orchestre de vingt-cinq musiciens. Auparavant, le groupe était au studio Elkar, où l'album a été produit par Joserra Semperena. L'album est un vrai tournant populaire, et comprend la chanson la plus célèbre du groupe, Qué nos va a pasar.
En 2003, ils changent de label et publient Álbum, qui contient son seul numéro un ayant atteint les charts singles, le morceau Los Planetas, en duo avec Jota, chanteur du groupe Los Planetas. Le single qui suit, Un actor mexicano, maintient le succès de l'album.
En 2006, ils publient Vidania, dont le premier single La Mitad de nuestros vidas. Finalement, cet album sera le dernier de la formation au complet. En 2009, Irantzu Valencia, voix féminine du groupe, annonce son départ pour des raisons personnelles. Mikel Aguirre était la seule voix dans la formation. Cette même année, le reste du groupe publie l'EP Viaje por países pequeños, un ensemble de morceaux dans un ton décontracté qui manifeste l'intention du groupe de continuer musicalement malgré la disparition d'Irantzu Valencia. 
La mort de Pedro San Martín, survenue le 15 mai 2011, dans un accident de voiture, met un terme aux activités du groupe. Le 29 octobre de cette même année, ils jouent au Festival PSM en sa mémoire. Ce concert-hommage fait aussi participer des groupes tels que Nosoträsh, Pauline en la Playa, Sr. Chinarro, Los Planetas, Nacho Vegas et Triángulo de Amor Bizarro qui reprendront des morceaux de La Buena Vida.

## Membres
- Mikel Aguirre - chant, guitare
- Pedro San Martín - basse
- Javier Sánchez - guitare
- Raúl Sebastián - batterie
- José Luis Lanzagorta - claviers
- Iñaki de Lucas - percussions, piano

## Discographie

### Albums studio
- 1993 : La Buena Vida (Siesta)
- 1994 : La Buena Vida (Siesta) (connu sous le titre Los Mejores momentos)
- 1997 : Soidemersol (Siesta)
- 1999 : Panorama (Siesta)
- 2001 : Hallelujah (Siesta)
- 2003 : Álbum (Sinnamon)
- 2006 : Vidania (Sinnamon)

### EP et singles
- 1992 : Historia de un verano (Siesta)
- 1994 : Mira a tu alrededor (Siesta)
- 1995 : Magnesia (Siesta)
- 1996 : En bicicleta (RCA)
- 2000 : Eureka (Siesta)
- 2001 : Más dura será la caída (Club Fan Fatal, avec Fangoria)
- 2001 : Qué nos va a pasar (Siesta)
- 2002 : Harmónica (Siesta)
- 2003 : Los Planetas  (Sinnamon)
- 2003 : Un actor mexicano (Sinnamon)
- 2003 : Desde aquí (Sinnamon)
- 2004 : hh-mm-ss ([Sinnamon)
- 2006 : La mitad de nuestras vidas (Sinnamon)
- 2009 : Viaje por países pequeños (El Volcán)